# Biserica de lemn din Soloneț
Biserica de lemn „Sfântul Nicolae” din Soloneț este un lăcaș de cult ortodox construit în anul 1781 în satul Soloneț din comuna Todirești aflată în județul Suceava. Edificiul religios se află localizat în cimitirul satului și are hramul Sfântul Nicolae, sărbătorit la data de 6 decembrie.
Biserica de lemn din Soloneț a fost inclusă pe Lista monumentelor istorice din județul Suceava din anul 2015 la numărul 429, având codul de clasificare cod LMI SV-II-m-B-05648.

## Istoricul bisericii
Satul Soloneț este situat pe un teren deluros, străbătut de râul Soloneț, afluent al râului Suceava. El se află la o distanță de aproximativ 20 km de orasul Suceava.  
Tradiția consemnează existența în Soloneț a mai multor biserici. O primă biserică de lemn ar fi fost clădită în lunca râului Soloneț, aceasta fiind strămutată în urma deselor năvăliri tătare. Cu prilejul unei astfel de năvăliri, sătenii ar fi aruncat clopotele bisericii în fântână pentru a nu fi capturate de tătari.  O altă biserică este menționată în uricul din 15 martie 1490 pentru constituirea Episcopiei de Rădăuți, fiind consemnată "a 38-a biserică cu popă pe Soloneț, la Vlad Negru".  Prima atestare documentară a satului are loc la 17 ianuarie 1517, el fiind multă vreme sat boieresc. 
Conform Cronicii parohiei și a lucrării "Monografia comunei Soloneț" (București, 1937) a lui Constantin Milici, actuala biserică de lemn  din Soloneț ar fi fost construită în anul 1781, ctitorii ei fiind Diamand și Ecaterina Grebencea, ajutați și de locuitorii satului.  La partea superioară a ancadramentului portalului de intrare în biserică se află o pisanie cu caractere slavone cu următorul text: "Să să știe de când le-au zidit biserica aceasta pre nume(le) sfântului ierarho N(i)colae din poro(n)ca Prea sfinți(ei( sale părintelui Dositei, episcop de Rădăuți, în anul 1781, noiembrie 7". 
Despre vechimea bisericii atestă și o însemnare pe un Octoih tipărit la Râmnic în 1776: "Să se știe că această carte anume Octaih, este cumpărată împreună cu alte cărți anume un Triod, un Penticostar, o Liturghie, o Psaltire mică, un Catavasier cu tri grecesc, rusesc, românește cumpărate de satul Solonețu, împreună cu satul Todirești, la biserica din Soloneț, unde se prăznuiește hramul Sf. Nicolae ...". 
În secolul al XIX-lea, au fost efectuate unele modificări:
- în dreptul intrării de pe latura de sud, a fost adăugat un pridvor de lemn peste care s-a prelungit acoperișul bisericii;
- s-a lărgit golul de trecere din pronaos în naos;
- s-au lărgit ferestrele;
- pereții interiori au fost tencuiți.

Ulterior, învelitoarea inițială din șindrilă a fost înlocuită cu una din tablă. 
În anul 1987, în imediata apropiere a bisericii de lemn, înspre nord, a fost construită o biserică de zid cu hramul "Adormirea Maicii Domnului".

## Arhitectura bisericii
Biserica de lemn din Soloneț este construită din bârne de brad, încheiate în "coadă de rândunică", iar talpa este cioplită în lemn de stejar. Ea a fost clădită pe un soclu de piatră, ulterior tencuit. Pentru a proteja edificiul de intemperii, pereții din bârne au fost placați cu scânduri de brad. Edificiul are un acoperiș cu pante repezi, cu streașină largă (1.80 m) și cu o învelitoare din tablă vopsită în culoarea verde. Streașina este susținută de console formate prin prelungirea căpriorilor.
Monumentul are formă de navă, cu absida altarului pentagonală decroșată față de restul corpului construcției și cu pronaos poligonal înspre vest (formând o contraabsidă). Lăcașul de cult este prevăzut cu o singură ușă, aflată în peretele sudic al pridvorului. 
În interior, biserica este împărțită în patru încăperi: pridvor, pronaos, naos și altar. Pereții interiori și bolta bisericii au fost tencuiți. Pridvorul este de dimensiuni foarte mici, el adăpostind intrarea în pronaos (vechea intrare în biserică). Ușa de intrare are un ancadrament care are la partea superioară pisania dispusă pe trei rânduri, iar pe părțile laterale se află un lanț de linii împletite (în formă de opturi), care se sprijină pe două rozete compuse. 
Pronaosul are o formă poligonală în partea de vest, având dispusă o fereastră înspre nord-vest. Tavanul este susținut de două grinzi longitudinale. Între pronaos și naos era un gol de dimensiunea unei uși, care a fost lărgit în timp. Naosul are o formă aproape pătrată (5.55x5.75 m), cu câte două ferestre dreptunghiulare (0.60x0.90 m) pe laturile de nord și de sud. Deasupra naosului se află o boltă semicilindrică retrasă de la perete cu 0.58 m. 
Altarul are o absidă decroșată de formă pentagonală, cu laturile neparalele inegale, iar în decroșurile de nord și de sud se află proscomidiarul și diaconiconul. Aici se află două ferestre: una dreptunghiulară de dimensiuni egale cu cele din naos este în axa absidei și o a doua fereastră de dimensiuni mai mici în peretele estic al proscomidiarului. Deasupra altarului se află o boltă semicilindrică. 

## Imagini

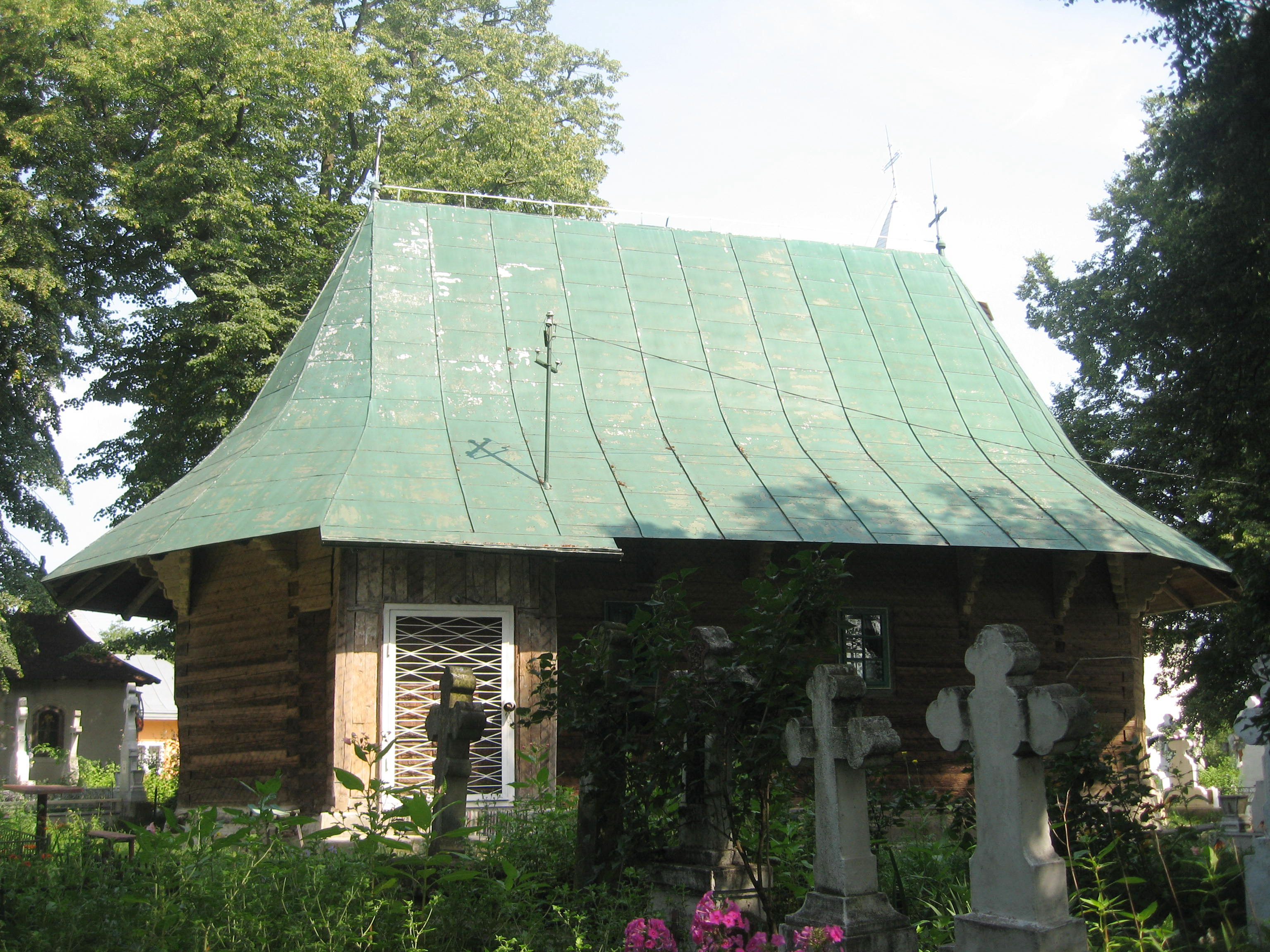
Biserica de lemn văzută dinspre sud
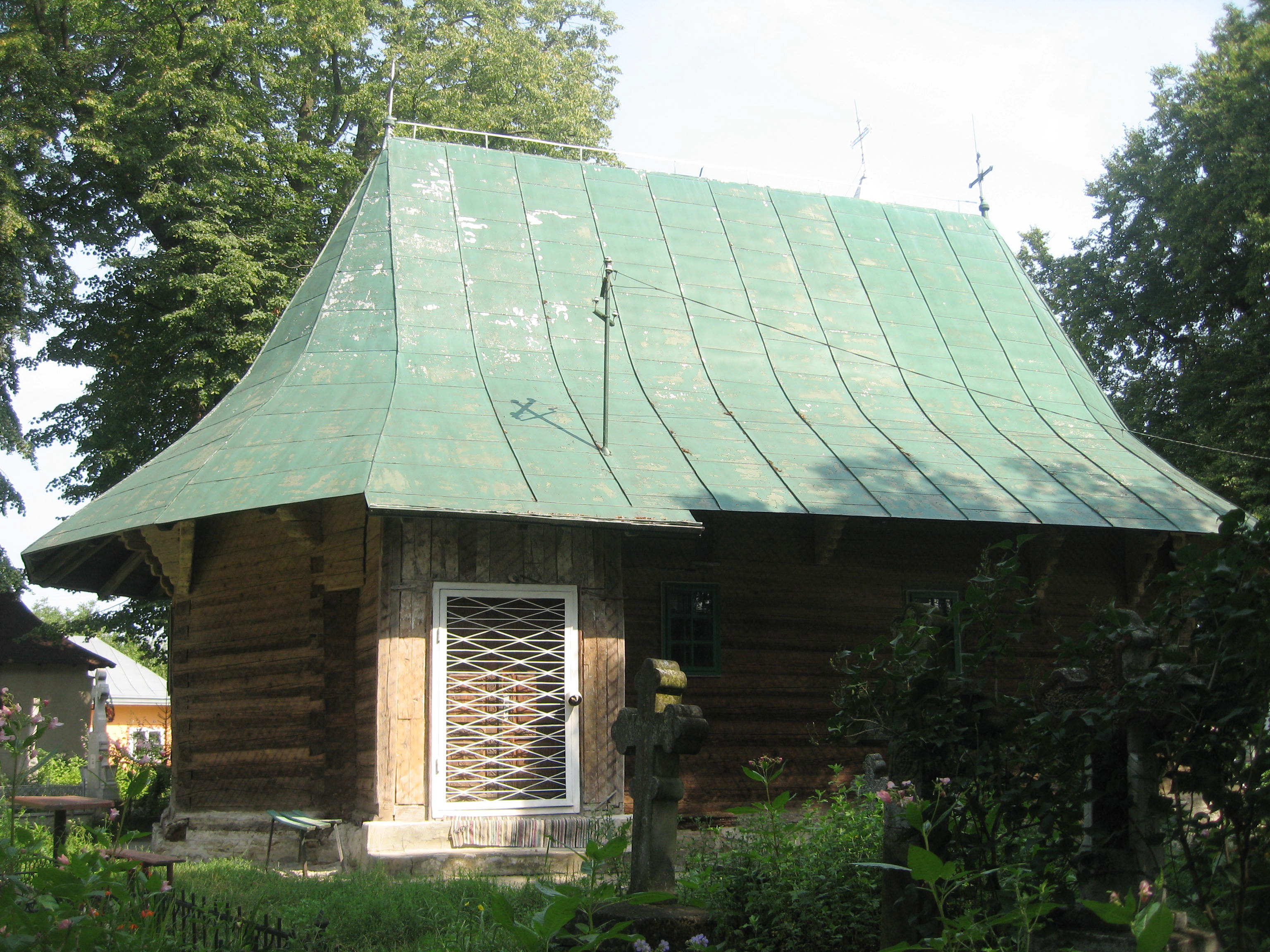
Biserica de lemn văzută dinspre sud
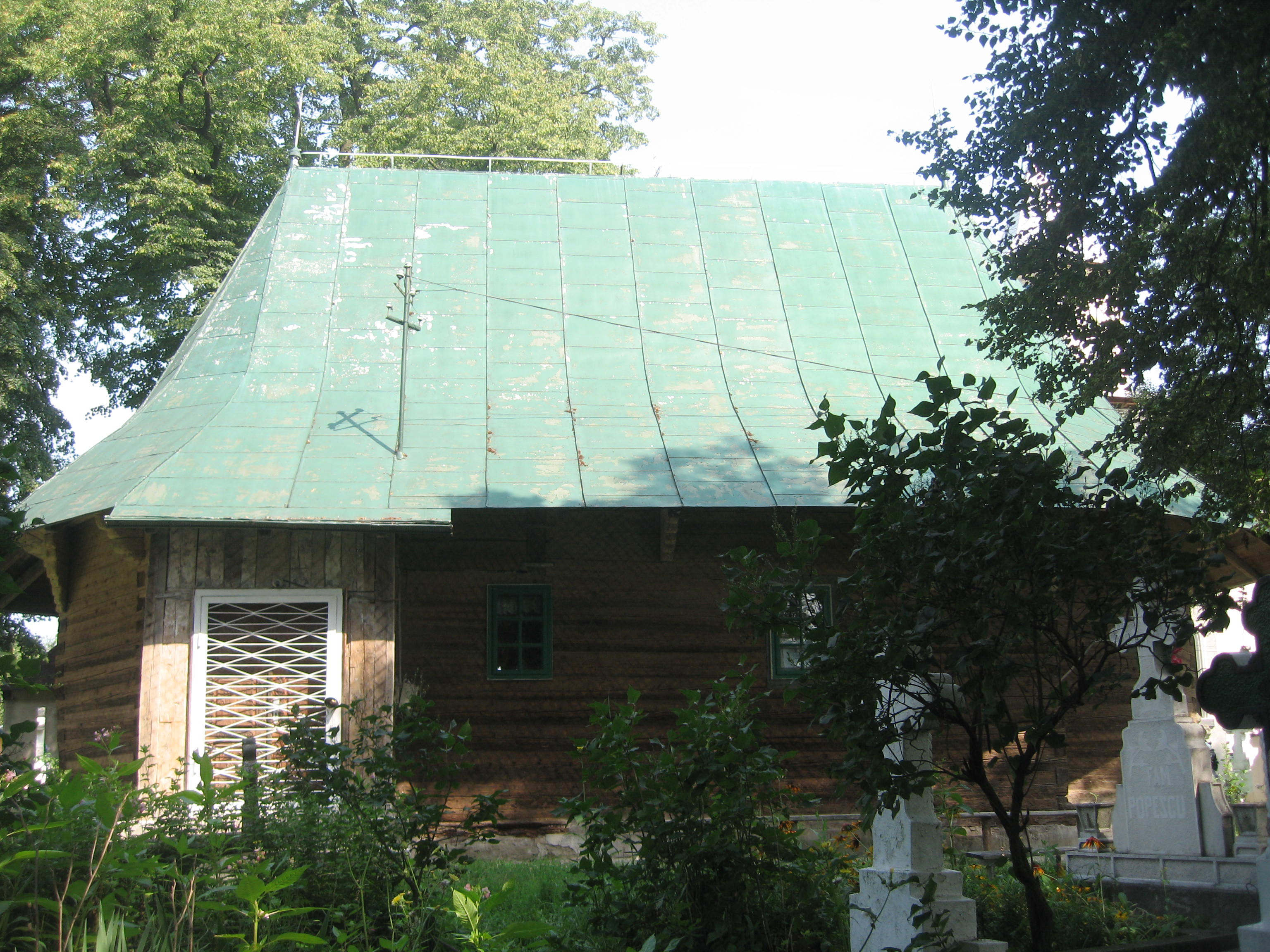
Biserica de lemn văzută dinspre sud
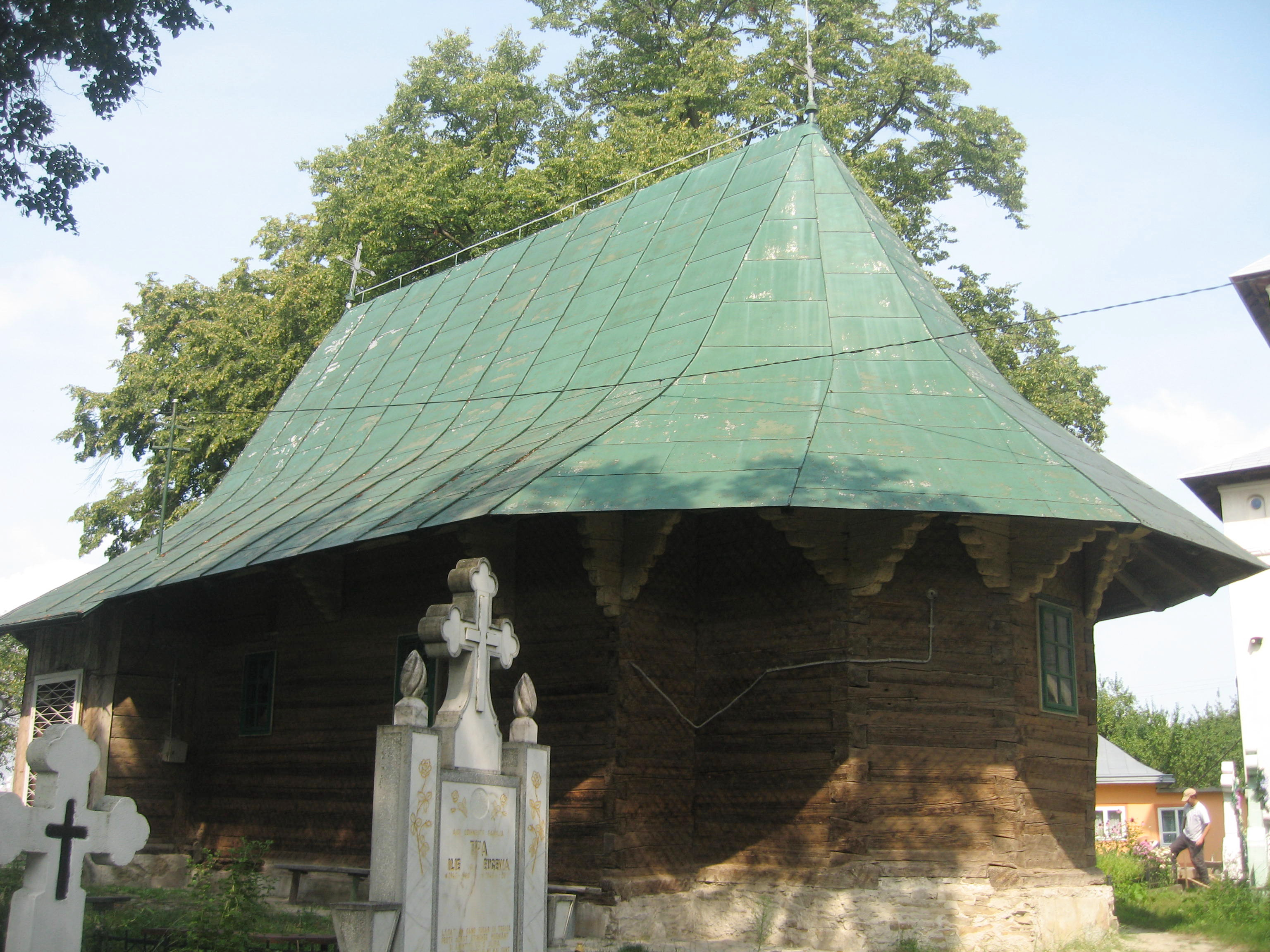
Biserica de lemn văzută dinspre sud-est
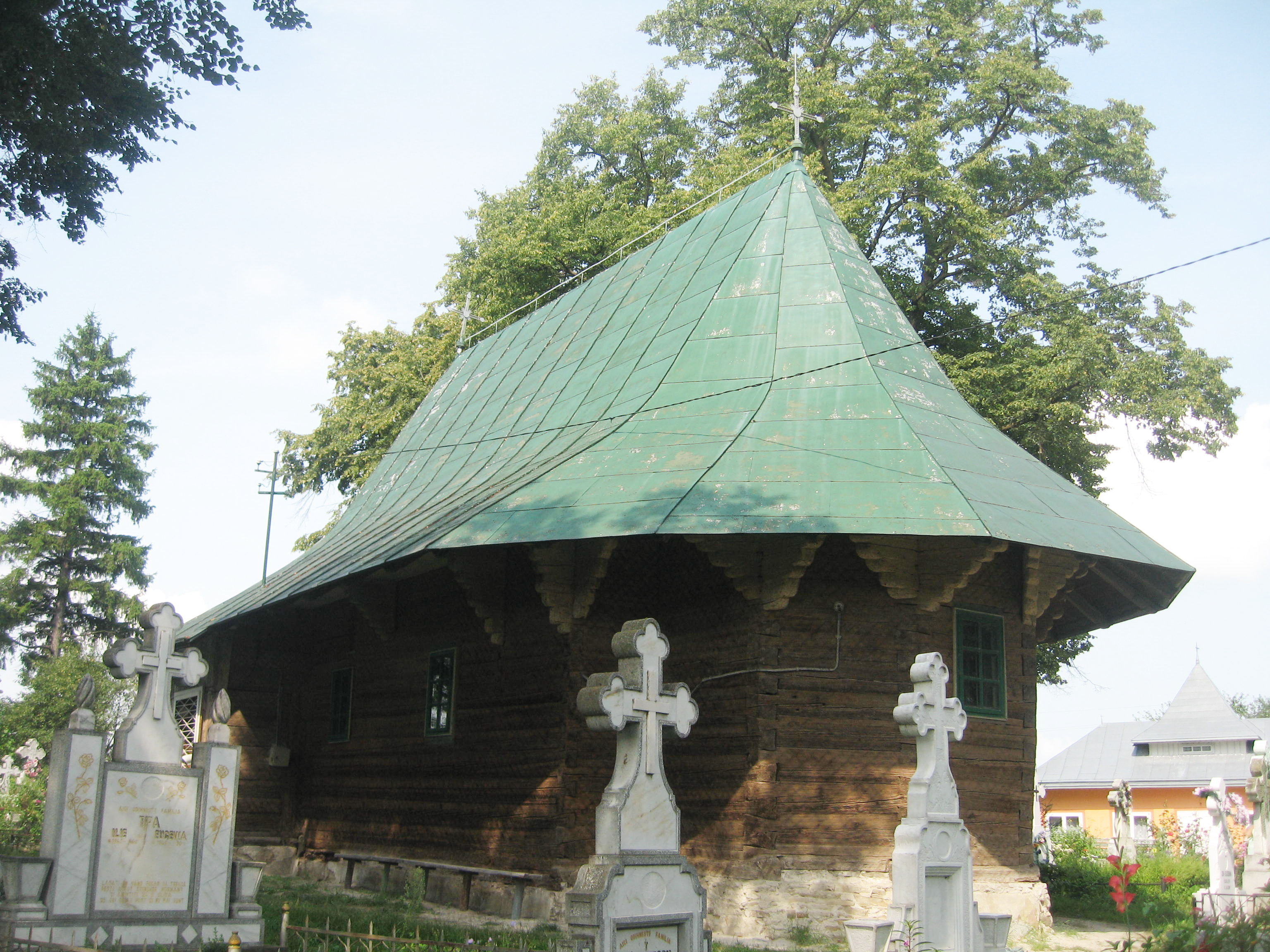
Biserica de lemn văzută dinspre sud-est
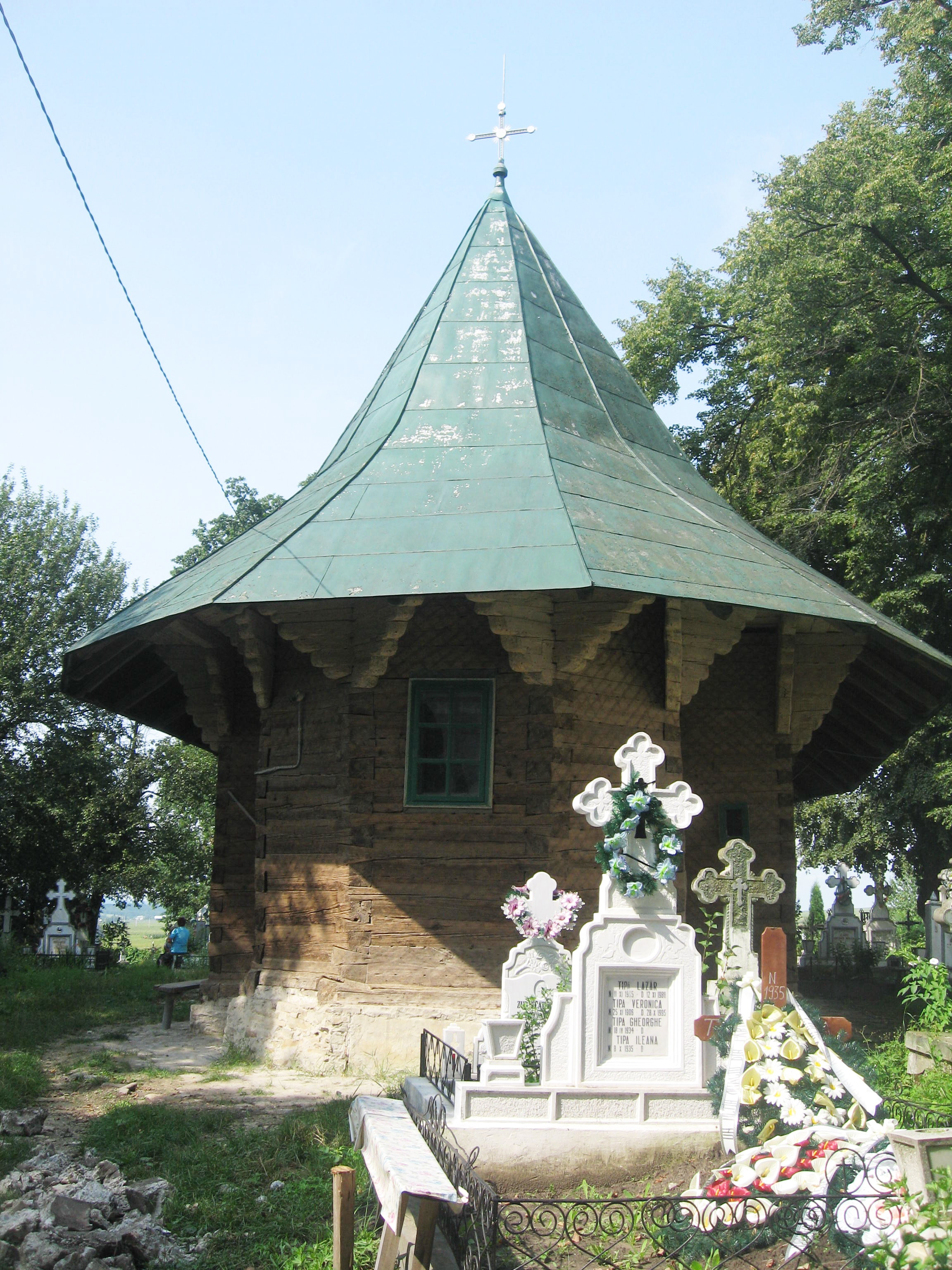
Biserica de lemn văzută dinspre est
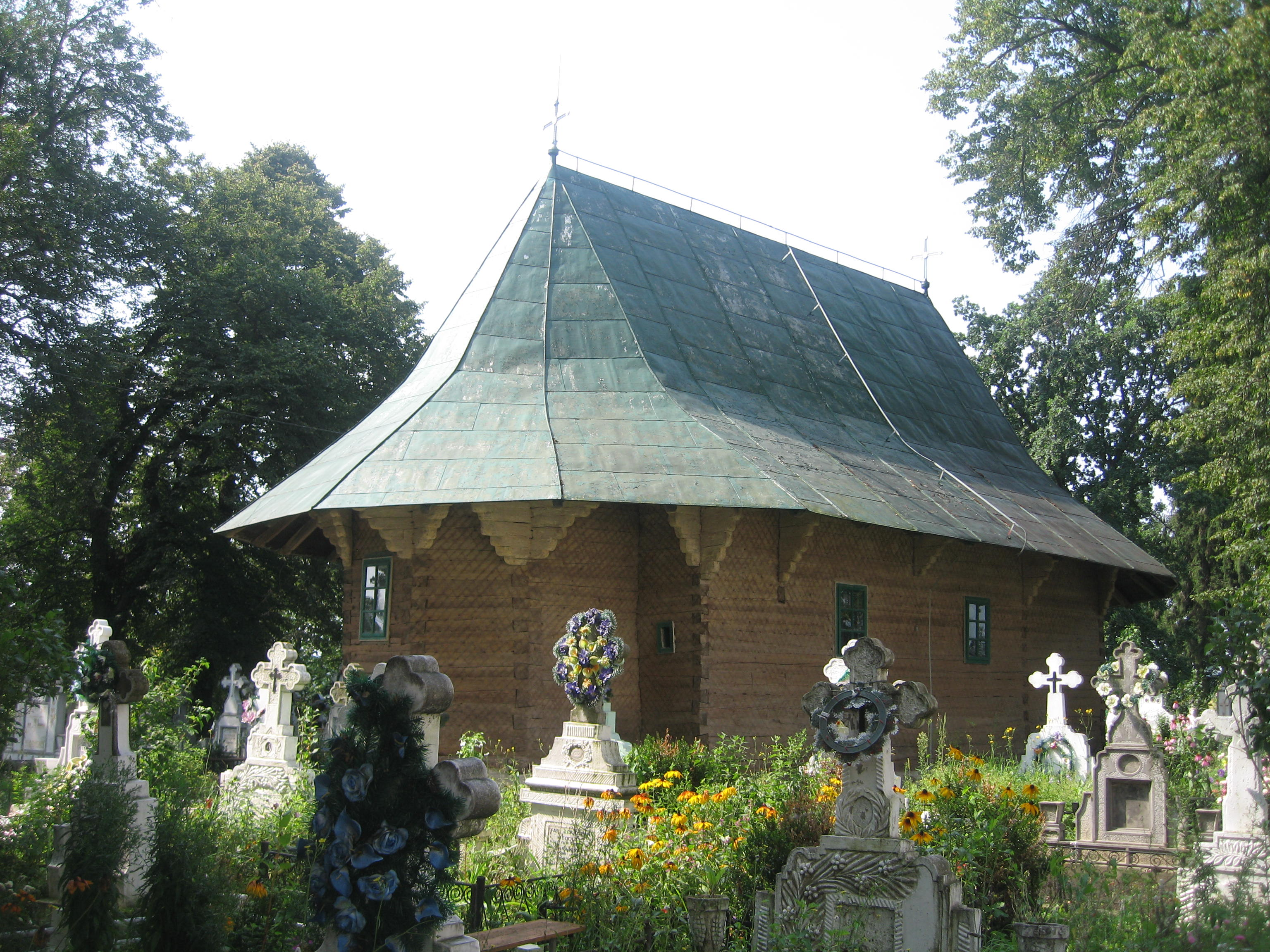
Biserica de lemn văzută dinspre nord-est
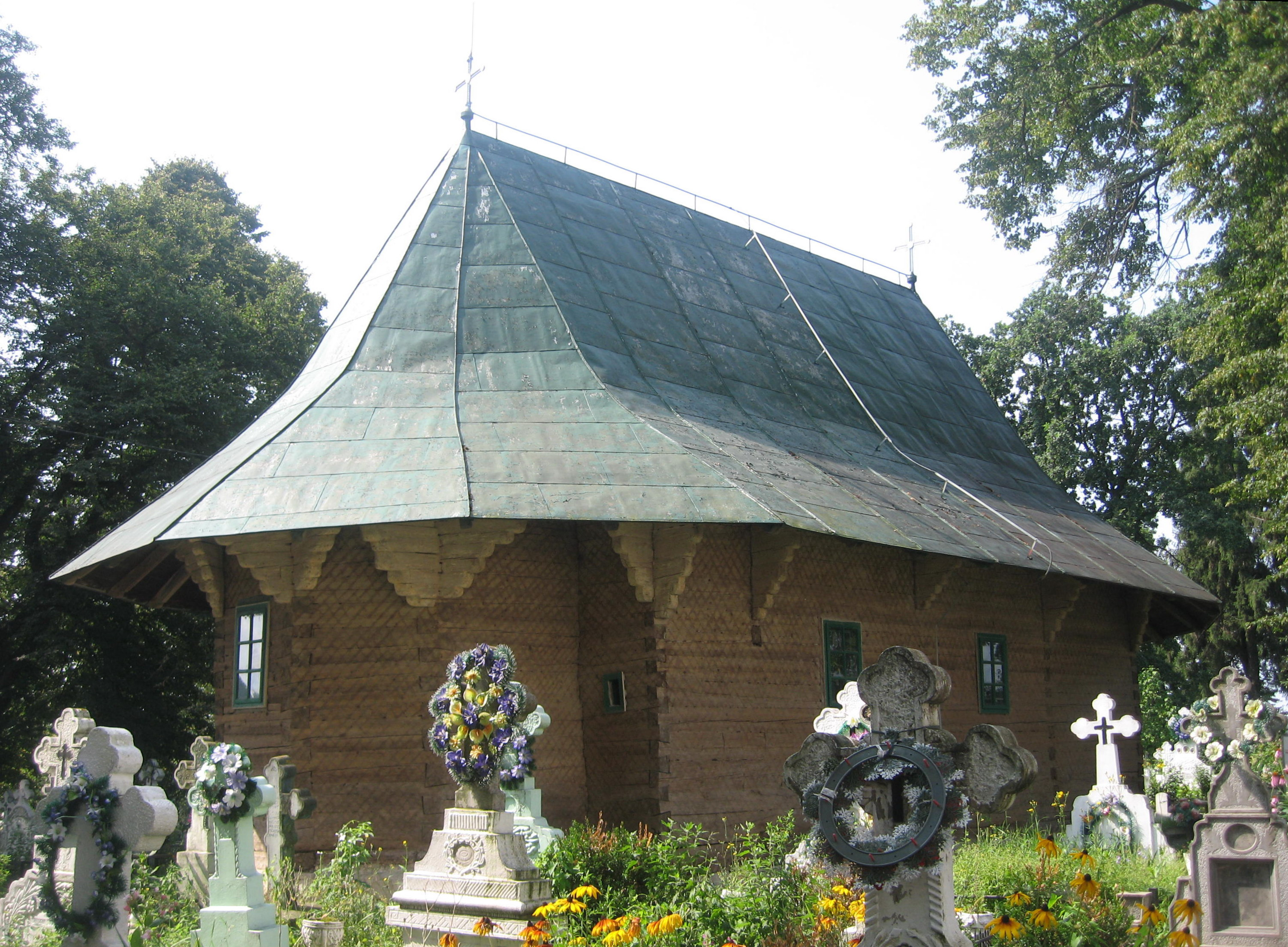
Biserica de lemn văzută dinspre nord-est
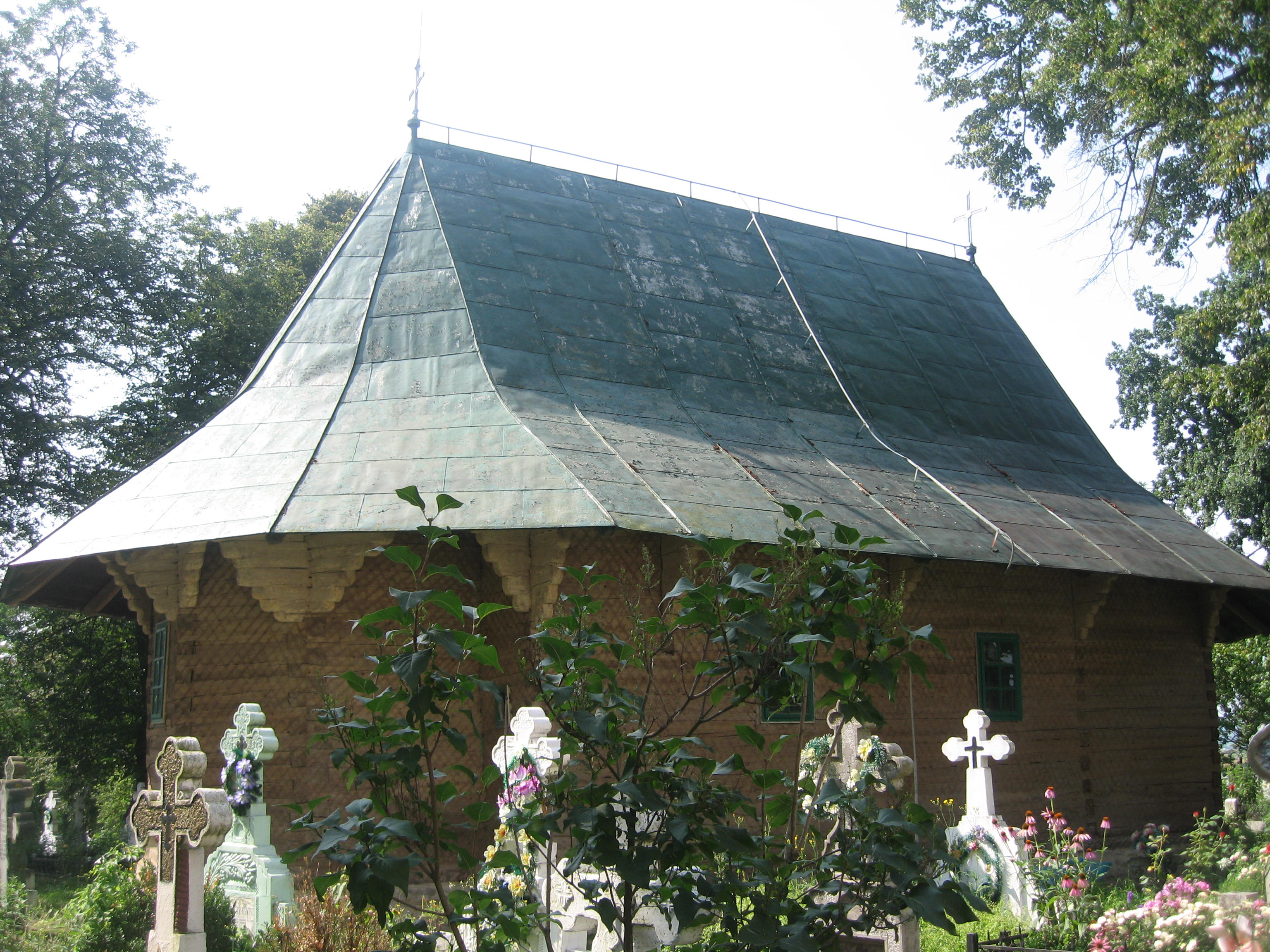
Biserica de lemn văzută dinspre nord-est
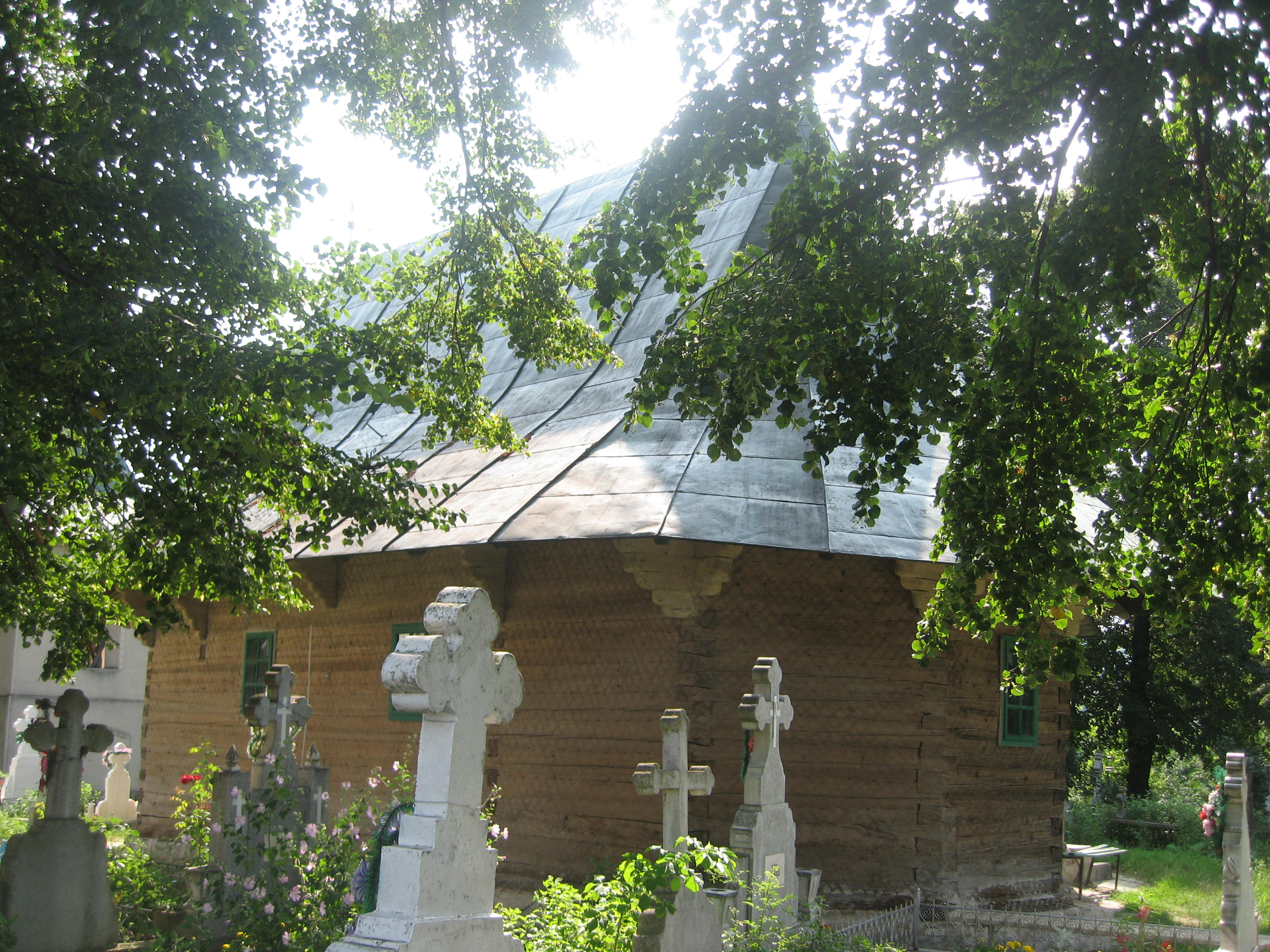
Biserica de lemn văzută dinspre nord-vest
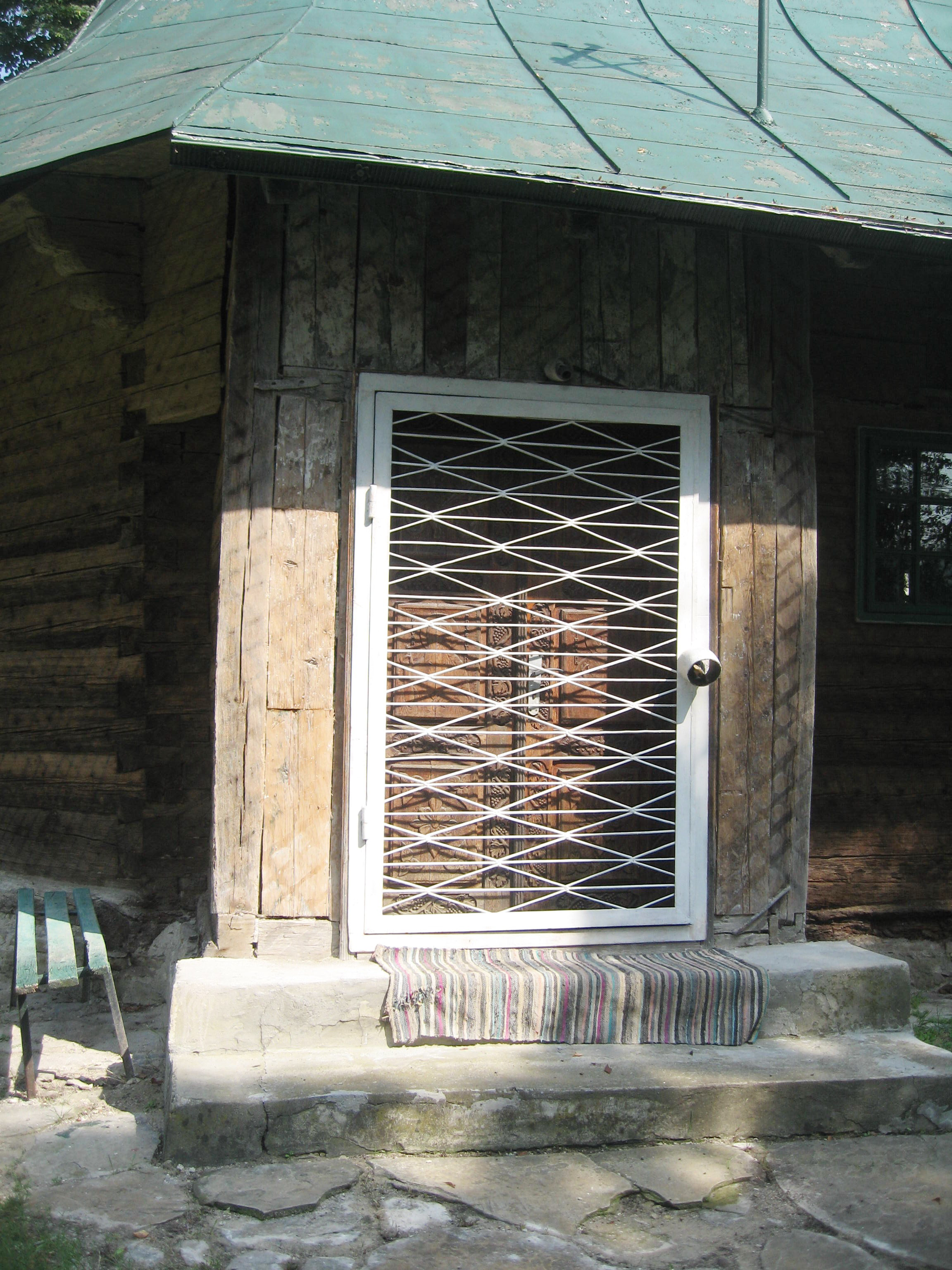
Ușa de intrare în biserică
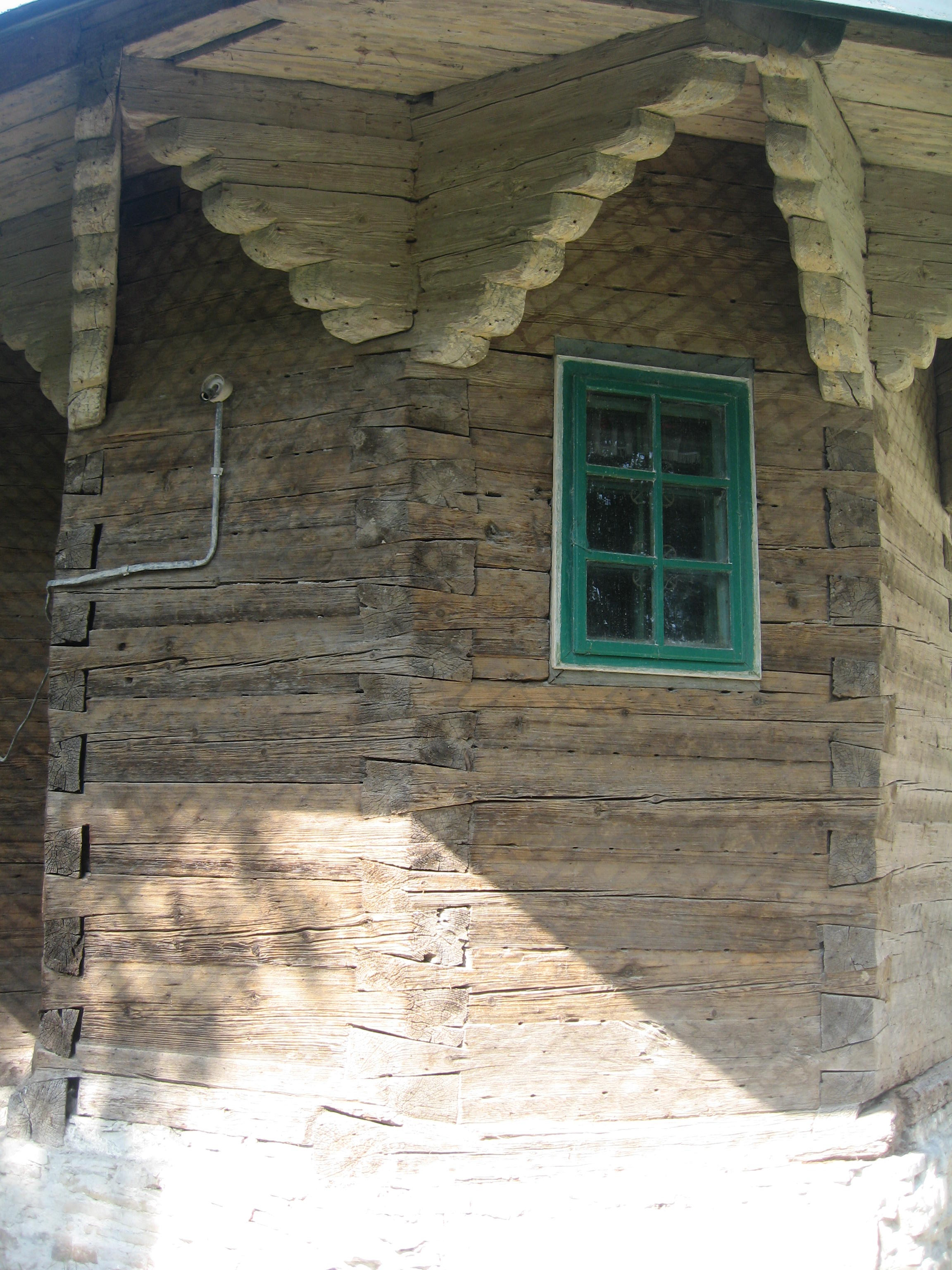
Absida altarului, îmbinări și console